# Buno-Bonnevaux
Buno-Bonnevaux é uma comuna francesa na região administrativa da Ilha de França, no departamento de Essonne. Estende-se por uma área de 15.99 km². Em 2010 a comuna tinha 444 habitantes (densidade: 27,8 hab./km²).